# Narcissus ×cyclazetta
Narcissus ×cyclazetta is een nothospecies uit het geslacht narcis (Narcissus). Het betreft een hybride tussen Narcissus cyclamineus en Narcissus tazetta.

## Determinatie
De bloemblaadjes zijn geel en bereiken een lengte van 12–20 mm. De corona is eveneens geel maar meestal een iets donkerdere tint dan de bloemblaadjes en bereikt een lengte van 11–17 mm.